# Augusto Gallina
Augusto Gallina (Palestro, 23 maggio 1873 – Torino, 8 maggio 1947) è stato un generale e aviatore italiano, veterano della guerra italo-turca e della prima guerra mondiale, considerato un pioniere dell'aeronautica italiana. Durante il primo conflitto mondiale fu comandante del III Gruppo aeroplani, del I Gruppo aeroplani, del 2º Gruppo scuole, e tra il 1 maggio e il 18 luglio 1919 dell'aeronautica assegnata alla 4ª Armata del tenente generale Gaetano Giardino. Insignito delle Croci di Cavaliere e di Ufficiale dell'Ordine militare di Savoia, di due Medaglie d'argento e una di bronzo al valor militare.

## Biografia
Nacque a Palestro il 23 maggio 1873. Arruolatosi nel Regio Esercito frequentò la Regia Accademia Militare di Fanteria e Cavalleria di Modena da cui uscì con il grado di sottotenente assegnato all'arma di fanteria.
Promosso tenente, nel 1902 risultava in servizio presso il 63º Reggimento fanteria "Cagliari" di stanza a Roma, e il 18 febbraio 1904 fu nominato ufficiale d'ordinanza del tenente generale Pio Valcamonica, comandante la divisione militare di Catanzaro.
Divenuto capitano si appassionò al mondo dell'aviazione conseguendo il brevetto di pilota ad Aviano il 25 ottobre 1912, e quello di pilota militare a Tobruk, in Libia, il 6 aprile 1913. Fu comandante del campo d'aviazione di Aviano e di quello di Cascina Costa, e della squadriglia mobilitata di Tobruk nel corso del 1913.
All'atto della mobilitazione generale del maggio 1915, in vista dell'entrata in guerra del Regno d'Italia, fu nominato comandante del III Gruppo aeroplani, incarico che mantenne fino al 13 settembre dello stesso anno, quando il reparto viene sciolto. Promosso maggiore fu comandante del I Gruppo aeroplani tra l'ottobre 1915 e il gennaio 1916, passando in quella data al comando del 2º Gruppo scuole.  Promosso tenente colonnello assunse il comando delle scuole di volo, e divenuto colonnello, tra il 1 maggio e il 18 luglio 1919 fu comandante dell'aeronautica assegnata alla 4ª Armata del tenente generale Gaetano Giardino, e poi di quella della Venezia Giulia.  Il 18 ottobre 1918 era stato insignito della Croce di Cavaliere dell'Ordine militare di Savoia.
Dopo la fine del conflitto fece parte della Commissione interalleata di controllo dell'Ungheria, e poi assunse il comando del 1º Raggruppamento aeroplani da caccia. Il 18 maggio 1919 era stato insignito della Croce di Ufficiale dell'Ordine militare di Savoia. Comandante del 63º Reggimento di fanteria, dal 1926 comandò il 65º Reggimento di fanteria "Valtellina", sostituito poi dal colonnello Bortolo Zambon.
Promosso generale di brigata, ricoprì gli incarichi di Ispettore di mobilitazione della divisione territoriale di Perugia, e di comandante della 22ª Brigata, ed il 18 aprile 1932 fu insignito del titolo di Commendatore dell'Ordine della Corona d'Italia. Promosso generale di divisione il 1 settembre 1934 assunse il comando del Corpo d'armata di Torino. Posto in ausiliaria nel corso del 1937, si spense a Torino l'8 maggio 1947.

### Fonti
1. 1 2 3 4 5 6 7  Mancini 1936, p. 294.
2. 1 2 3 4 5 6  Ufficio Storico dell'Aeronautica Militare 1969, p. 96.
3. ↑   Bollettino ufficiale delle nomine, promozioni e destinazioni negli ufficiali e sottufficiali del R. esercito italiano e nel personale dell'amministrazione militare, 1902,  p. 379. URL consultato il 29 novembre 2019.
4. ↑   Bollettino ufficiale delle nomine, promozioni e destinazioni negli ufficiali e sottufficiali del R. esercito italiano e nel personale dell'amministrazione militare, 1904,  p. 99. URL consultato il 29 novembre 2019.
5. ↑   Bollettino ufficiale delle nomine, promozioni e destinazioni negli ufficiali e sottufficiali del R. esercito italiano e nel personale dell'amministrazione militare, 1925,  p. 3849. URL consultato il 29 novembre 2019.
6. ↑   Bollettino ufficiale delle nomine, promozioni e destinazioni negli ufficiali e sottufficiali del R. esercito italiano e nel personale dell'amministrazione militare, 1932,  p. 3748. URL consultato il 29 novembre 2019.
7. ↑   Bollettino ufficiale delle nomine, promozioni e destinazioni negli ufficiali e sottufficiali del R. esercito italiano e nel personale dell'amministrazione militare, 1932,  p. 1432. URL consultato il 29 novembre 2019.
8. 1 2  Sito web del Quirinale: dettaglio decorato.
9. ↑   Bollettino ufficiale delle nomine, promozioni e destinazioni negli ufficiali e sottufficiali del R. esercito italiano e nel personale dell'amministrazione militare, 1937,  p. 3677. URL consultato il 29 novembre 2019.
10. ↑  Gazzetta Ufficiale del Regno d'Italia n.86 del 13 aprile 1937, pag.1377.